# 효자이규익지려
효자이규익지려는 대한민국 전라남도 구례군 마산면에 있다. 2007년 12월 12일 구례군의 향토문화유산 제21호로 지정되었다.

## 개요
효자 李圭翊은 순조 19년(1819)생으로 천성이 순박하고 효성이 지극하여 평소에도 집안에 연못을 파서 고기를 길러 부모님을 봉양하였다. 80세 고령의 부친이 노환으로 병석에 눕자 백방으로 약을 구하여 드렸으나 병세는 차도가 없자 그의 허벅지 살을 베어 구워드리고 손가락을 잘라 피를 흘려 3일간을 더 연명하게 했다고 한다. 이규익은 부모님의 연상(連喪)에 6년 동안 시묘살이를 하자 그의 효성이 하늘에 닿은 듯 꿩이 묘막에 들어오기도 하고 호랑이가 옆에 와서 함께 지내주기도 하였다고 한다. 마침내 이 효행을 나라에서 알게 되어 고종 신사년(1881)에 동몽교관(童蒙敎官)의 벼슬과 함께 정려(旌閭)도 내려졌다.